# Eupithecia pusillata
Eupithecia pusillata là một loài bướm đêm trong họ Geometridae.

## Hình ảnh

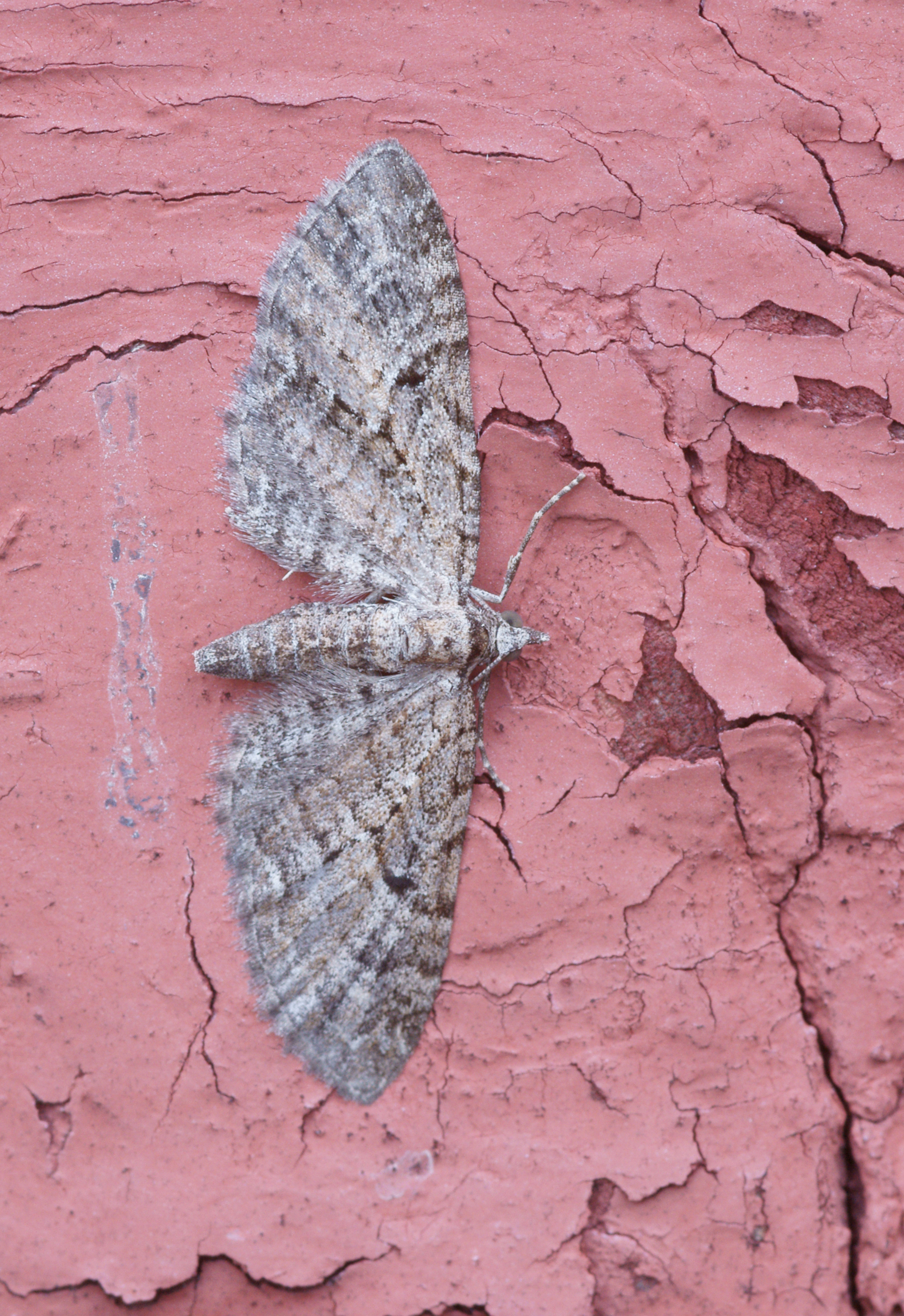
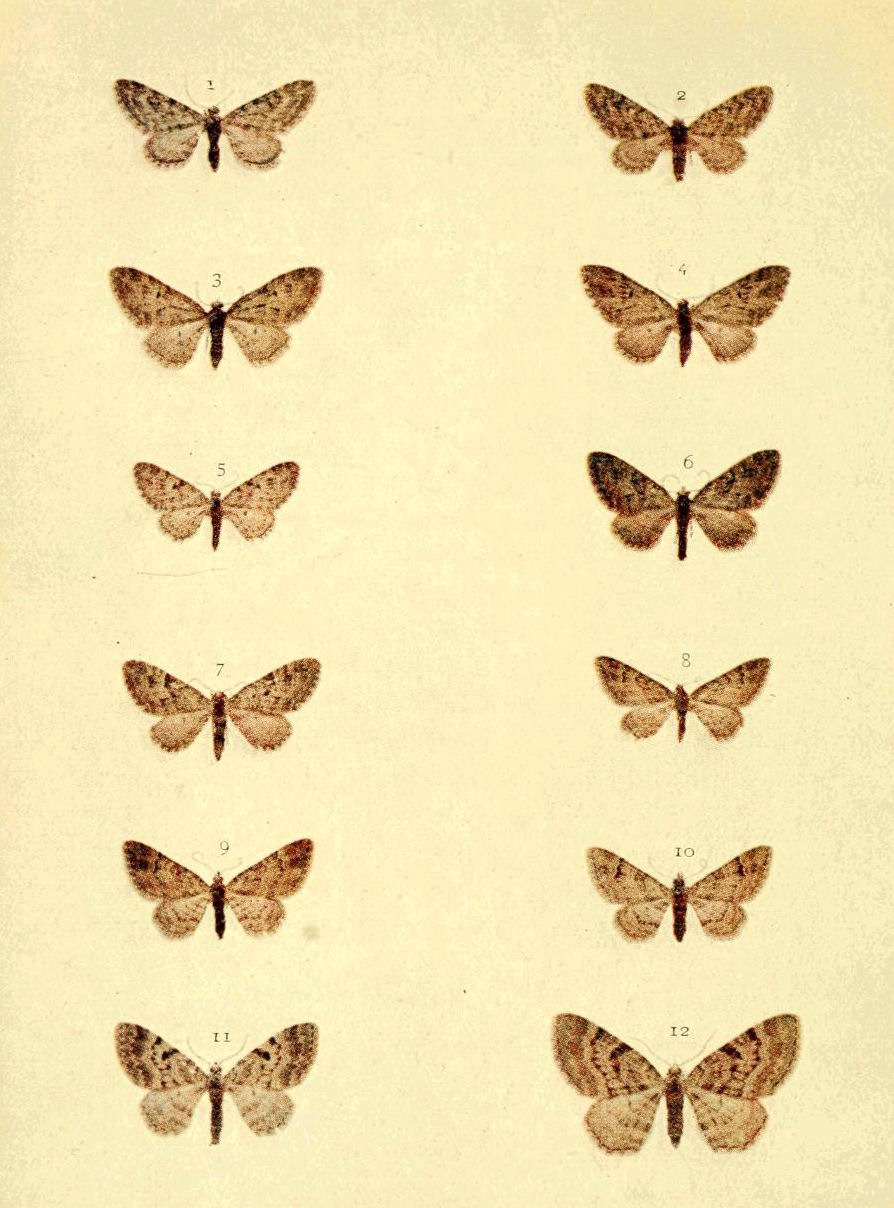